# لحظه‌ی حقیقت (آلبوم تری نان)
لحظه‌ی حقیقت (انگلیسی: Moment of Truth) اولین و تنها آلبوم انفرادی از خوانندۀ آمریکایی تری نان است که بیشتر به‌عنوان خوانندۀ اصلی گروه برلین شناخته می‌شود. این آلبوم در سال ۱۹۹۱ در آمریکا و در سال ۱۹۹۲ در اروپا منتشر شد. لحظه‌ی حقیقت توسط دیوید زی، تهیه‌کنندۀ پرینس تهیه و میکس شد، به‌جز «زمان اعتراف» که توسط تهیه‌کننده بریتانیایی استیو براون تهیه شد.